# Sólstafir
A Sólstafir izlandi metalegyüttes. 1995-ben alakultak, de első nagylemezüket csak 2002-ben adták ki. Többségében izlandi nyelven énekelnek, illetve albumaik is izlandi címekkel rendelkeznek. Első albumukon még black és viking metalt játszottak, második lemezüktől kezdve viszont a lassabb és szomorúbb post-metal illetve post-rock műfajokban játszanak. A név "napsugarakat" jelent. Lemezeiket a Season of Mist jelenteti meg. Korábban csak demókat dobtak piacra. Magyarországon is felléptek már, legelőször 2009-ben koncerteztek hazánkban, a Diesel Clubban, a "Secrets of the Moon" és a "Code" zenekarokkal. Másodszor 2013-ban jártak nálunk, ekkor a Dürer Kertben játszottak. Egy évvel később, 2014-ben ismét megjárták Magyarországot, ez alkalommal is a Dürerben léptek fel. 2017-ben negyedszer is koncerteztek nálunk, a Myrkurral és az Árstidirrel. Ekkor az A38 Hajón léptek fel.
2019. március 25.-én ötödik alkalommal is felléptek hazánkban, szintén az A38 Hajón.

## Tagjai
- Aðalbjörn "Addi" Tryggvason - gitár, ének (1995-)
- Sæþór Maríus "Pjúddi" Sæþórsson - gitár (1999-)
- Svavar "Svabbi" Austman - basszusgitár (1999-)
- Hallgrímur Jón "Grimsi" Hallgrímson - dobok (2015-)

Korábbi tagok
- Halldór Einarsson - basszusgitár (1995-1997)
- Guðmundur Óli Pálmason - dobok (1995-2015)

## Diszkográfia
Stúdióalbumok
- Í Blódi og Anda (2002)
- Masterpiece of Bitterness (2005)
- Köld (2009)
- Svartir Sandar (2011)
- Ótta (2014)
- Berdreyminn (2017)
- Endless Twilight of Codependent Love (2020)
- Hin Helga Kvöl (2024)